# Troglocoelotes
Troglocoelotes – rodzaj pająków z rodziny lejkowcowatych. Obejmuje 9 opisanych gatunków.

## Morfologia
Pająki osiągające od 3,8 do 9,3 mm długości ciała. Karapaks mają brązowy, miejscami porośnięty włoskami. Oczy są uwstecznione lub całkiem zanikłe. Brązowe szczękoczułki mają po trzy zęby na krawędziach przednich i po dwa na krawędziach tylnych. Kolejność par odnóży od najdłuższej do najkrótszej to: IV, I, II, III. Ich barwa jest blada lub żółtawa, nie występuje obrączkowanie. Barwa opistosomy (odwłoka) włącznie z kądziołkami przędnymi jest blada. U większości gatunków występujące na niej włoski układają się w sercowaty wzór.
Genitalia samicy mają eliptyczne spermateki z przewodami kopulacyjnymi nawiniętymi na wydłużone przednie części. Płytka płciowa ma niewielki przedsionek. Nogogłaszczki samca mają rzepkę ze zwykle długą apofizą, goleń z szeroką apofizą wentralną i o połowę krótszą apofizą retrolateralną, cymbium z rowkiem zajmującym nie mniej niż połowę jego długości, zakrzywioną na wierzchołku apofyzę medialną, niezmodyfikowany i zwykle zaopatrzony w apofizę grzbietową konduktor oraz nitkowaty embolus.

## Ekologia i występowanie
Przedstawiciele rodzaju występują endemicznie w Chinach, będąc znanymi wyłącznie z Kuangsi i Kuejczou. Wszystkie gatunki są troglobiontami, zamieszkującymi głębie wilgotnych jaskiń.

## Taksonomia
Takson ten wprowadzony został w 2019 roku przez Zhao Zhe i Li Shuqianga na łamach „Zootaxa”. W tej samej publikacji opisano większość jego gatunków, typowym wyznaczając T. yumiganensis. Nadana nazwa rodzajowa oznacza „jaskiniowy norosz”. Wyniki analiz filogenetycznych z 2022 i 2023 roku wskazują, że Troglocoelotes zajmuje pozycję siostrzaną względem kladu obejmującego rodzaje Griseidraconarius i Guilotes.
Do rodzaju tego należy 9 opisanych gatunków:
- Troglocoelotes bailongensis Zhao & Li, 2019
- Troglocoelotes banmenensis Zhao & Li, 2019
- Troglocoelotes liangensis Zhao & Li, 2019
- Troglocoelotes nongchiensis Zhao & Li, 2019
- Troglocoelotes proximus (Chen, Zhu & Kim, 2008)
- Troglocoelotes qixianensis Zhao & Li, 2019
- Troglocoelotes tortus (Chen, Zhu & Kim, 2008)
- Troglocoelotes yosiianus (Nishikawa, 1999)
- Troglocoelotes yumiganensis Zhao & Li, 2019